# Torild Skogsholm
Torild Skogsholm (født 18. oktober 1959 i Bodø, Nordland) er en norsk politiker (V). Hun er uddannet socialøkonom med mellemfag i spansk fra Universitetet i Oslo og grundfag i kristendom fra Menighetsfakultetet.
Hun var direktør for samfundskontakt i teleselskabet NetCom fra 1999 til 2001. Fra 19. oktober 2001 til 17. oktober 2005 var hun Transport- og Informationsminister i Regeringen Kjell Magne Bondevik II.
Hun har været næstformand i Oslo Venstre, organisationssekretær i Norges Unge Venstre, hovedbestyrelsesmedlem i Norges Unge Venstre og leder i Venstrekvinnelaget.
Fra 1. februar 2006 til 2011 var Skogsholm administrerende direktør i Oslotrikken, der varetager sporvognsdrift i Oslo.
I 2005 blev hun udnævnt til kommandør af St. Olavs Orden.